# Grijoa (Santiago de Compostela)
Grijoa (llamada oficialmente Santa María de Grixoa) es una parroquia española del municipio de Santiago de Compostela, en la provincia de La Coruña, Galicia.

## Entidades de población
Entidades de población que forman parte de la parroquia:
- A Igrexa de Grixoa (A Igrexa)
- Marzo de Abaixo
- Marzo de Arriba
- Miramontes
- Ponte[4] (A Ponte)
- Valiña[5] (A Valiña)
- Vilar.[6] En el INE aparece como Vilar de Grixoa.

## Demografía
| Gráfica de evolución demográfica de Grijoa entre 2000 y 2019 |
|                                                              |
| Datos según el nomenclátor publicado por el INE.             |